# Bures (Royaume-Uni)
Pour les articles homonymes, voir Bure.
Bures est un village dans la paroisse civile d'Bures Hamlet/Bures St. Mary, dans le district de Braintree/Babergh dans le Essex/Suffolk en Angleterre, situé à 12 kilomètres de Colchester. Sa population est de 1512 habitants (2019). Dans le Domesday Book de 1086, il est cité sous le nom de Bura/Buro.